# Страхов, Дмитрий Владимирович
Дмитрий Владимирович Страхов (род. 17 мая 1995, Выборг, Россия) — российский профессиональный шоссейный и трековый велогонщик команды Gazprom-RusVelo. Мастер спорта России международного класса.

## Карьера
Выступал за ФСО «Локомотив», ШВСМ (Санкт-Петербург). В 2016—2018 годах за континентальную команду «Локосфинкс».Тренеры — Кравчук Олег Владимирович, Колосов Владимир Владимирович, заслуженный тренер СССР и России Кузнецов Александр Анатольевич. В сборной команде России с 2016 года.
В составе сборной России по велоспорту на треке стартовал на самых престижных соревнованиях.
В связи с упоминанием в докладе Макларена не был допущен Международным союзом велосипедистов на летние Олимпийские игры 2016 года.
С августа 2018 года стажёр команды Мирового тура «Team Katusha–Alpecin». В сентябре 2018 года подписал полноценный двухлетний контракт с «Team Katusha–Alpecin».

## Достижения

### Шоссе
2012
2-й Чемпионат России — Групповая гонка (юниоры)
8-й Чемпионат Европы — Групповая гонка (юниоры)
2013
1-й Трофей Эмилио Паганесси (юниоры)
3-й Тур Истрии (юниоры)
2015
1-й Trofeo Ayuntamiento de Zamora
1-й — Этап 2 Вуэльта Бидасоа
2-й Tour de Lleida — Генеральная классификация
1-й — Этап 2
2016
1-й  Volta Internacional Cova da Beira — Молодёжная классификация
2017
3-й Prueba Villafranca de Ordizia
4-й Вуэльта Мадрида — Генеральная классификация
1-й  — Молодёжная классификация
5-й Чемпионат Европы — Индивидуальная гонка U23
7-й Volta Internacional Cova da Beira — Генеральная классификация
1-й  — Молодёжная классификация
10-й Трофей Маттеотти
2018
1-й  GP Beiras e Serra da Estrela — Генеральная классификация
1-й — Этап 1
1-й Clássica da Arrábida
1-й — Этапы 2и 3 Вольта Алентежу
1-й — Этап 1 GP Beiras e Serra da Estrela
1-й — Этап 1 Вуэльта Астурии
5-й Классика Примавера
8-й Тур Британии — Генеральная классификация
9-й Арктическая гонка Норвегии — Генеральная классификация
9-й Вуэльта Мадрида — Генеральная классификация
10-й Гран-при Мигеля Индурайна

### Трек
2012
3-й  Чемпионат мира — Командная гонка преследования (юниоры)
2013
1-й  Чемпион Европы — Командная гонка преследования (юниоры)
3-й  Чемпионат мира — Командная гонка преследования (юниоры)
2017
16-й Чемпионат мира — Гонка по очкам

## Статистика выступлений на Гранд-турах
| Гонка           | 2019 |
| --------------- | ---- |
| Джиро д’Италия  | ???  |
| Тур де Франс    |      |
| Вуэльта Испании |      |

| — | Не участвовал |